# 6 Days to Air
6 Days to Air: The Making of South Park (conocido simplemente como 6 Days to Air ) es un documental estadounidense de 2011 dirigido por Arthur Bradford que detalla el proceso de producción de la comedia animada para adultos South Park. El documental sigue el frenético y apresurado programa de producción de seis días de la serie, en el que un episodio de 22 minutos se completa pocas horas antes de su fecha de emisión original.
El docuemntal se estrenó el 9 de octubre de 2011 en Comedy Central y recibió críticas positivas. También fue nominado al premio Emmy en la categoría de Mejor Especial de No Ficción.

## Sinopsis
El mediometraje comienza cuando los creadores de South Park, Trey Parker y Matt Stone, abandonan la ciudad de Nueva York y la noche de estreno de 2011 de su producción de Broadway The Book of Mormon para regresar a Los Ángeles y comenzar la decimoquinta temporada de South Park. El documental narra la producción del estreno de la temporada, «CentiPad humano», que comienza el jueves anterior a su emisión. Parker y Stone, junto con los productores Anne Garefino, Vernon Chatman, Bill Hader y Susan Arneson, discuten ideas para el episodio. Parker menciona su molestia por descargar la última versión de iTunes y verse obligado a cumplir con la larga lista de términos y condiciones del software. La diatriba da lugar a ideas, con Parker instruyendo al equipo de guion gráfico sobre cómo montar una toma. La película cubre varios aspectos de la producción, incluyendo actuación de voz, animación, sincronización de labios, comunicación con estándares y prácticas, diseño de personajes y edición.
El martes siguiente, un día antes de la emisión, el equipo se prepara para su tradicional trasnochada, con Parker y Stone aún trabajando en la trama del episodio, y el primero aún en el guion inacabado. El episodio se completa a la mañana siguiente, justo después de las 7:00, con el audio y la imagen terminados hasta la tarde, tras lo cual el productor/supervisor Frank C. Agnone II lleva la cinta maestra a una instalación de transmisión cercana, donde se envía a Comedy Central en Nueva York horas antes de su emisión nacional.

## Producción
Bradford fue amigo del dúo durante casi 17 años y habían trabajado juntos en el programa How's Your News?. Inicialmente, Stone rechazó la sugerencia de Bradford de documentar el proceso de producción de South Park, ya que, entre otras razones, no les gustaba tener cámaras en el estudio. Bradford se involucró cuando posteriormente le pidieron que filmara un documental basado en The Book of Mormon. Ese documental «no funcionó» y, junto con el decimoquinto aniversario de South Park, «en ese momento todo se alineó». Bradford ya era fan del programa y se sintió con la libertad de hacer preguntas más difíciles detrás de la cámara que con el dúo en persona.

## Recepción
6 Days to Air recibió críticas positivas. Ramsey Isler, de IGN, escribió: «El mayor éxito de este documental es que ofrece una mirada personal a las peculiares vidas profesionales de dos de los creativos más exitosos de la industria del entretenimiento». Neil Genzlinger, de The New York Times, opinó: «Hay casi tantas risas en [el documental] como en un episodio real de South Park». Harry Sawyers, de Gizmodo, declaró: «Hay que admirar la intensa ética de trabajo que impulsa el vertiginoso ciclo de producción de la serie... La historia del origen de este episodio resonará con cualquiera que haya trabajado en un equipo acostumbrado a largas jornadas y un ritmo implacable». Phil Dyess-Nugent de The AV Club fue positivo en su evaluación del especial, señalando: «Mientras se estresan y se encierran en sus oficinas y olvidan para qué sirven los peines, te das cuenta de lo mucho que deben amar lo que hacen, porque nadie haría esto solo por dinero, siempre y cuando ya tuviera dinero para el pasaje de regreso a casa».
El documental logró ser nominado a un premio Emmy en la categoría de especial de no ficción sobresaliente.